# 徐世谱
徐世譜（509年—563年6月10日），字興宗，巴東郡魚復县（今重庆市奉节）人，中国南北朝南朝梁、南朝陳軍人。
徐世譜世居荆州，生于将軍之家。長大后，有勇力，善于水战。湘東王蕭繹担任荊州刺史，徐世譜率乡人为蕭繹僚佐。
侯景之乱，徐世譜参加征討叛乱，進員外散騎常侍。率水軍在陸法和属下，在赤亭湖与侯景作战。製造楼船、拍艦、火舫、水車扩大軍势。乘坐大艦站在先頭，擊破侯景大軍，擒侯景部将任約。在王僧辩属下攻打郢州，侯景部将宋子仙归降。以功被任命为使持節、信武将軍、信州刺史，封鱼复县侯。在姑孰击破侯景部将侯子鑑。侯景之乱被平定，以功績任通直散騎常侍、衡州刺史，兼河東郡太守。
554年（承聖三年），西魏軍攻打江陵，徐世譜屯駐馬頭岸，据守龍洲。梁元帝任命他为侍中、使持節、都督江南諸軍事、鎮南将軍、護軍将軍。江陵陷落，徐世譜東下依附侯瑱。
555年（紹泰元年），被梁敬帝征为侍中、左衛将軍。陳霸先征王琳，徐世谱监造水战器械。558年（永定二年），担任護軍将軍。559年（永定三年），陳文帝即位，加特進，進安右将軍。561年（天嘉二年），出任使持節、散騎常侍、都督宣城郡諸軍事、安西将軍、宣城郡太守。召還建康为安前将軍、右光禄大夫。后来因病失明，不再为官。天嘉四年五月丁卯（563年6月10日），徐世譜卒。享年五十五岁。谥号桓侯。

## 延伸阅读
[在维基数据编辑]
 《陳書·卷13》，出自姚思廉《陳書》
 《南史·卷67》，出自李延壽《南史》